# Oligohymenophorea
Die Oligohymenophorea sind eine große Gruppe von Wimpertierchen, die herkömmlich im taxonomischen Rang einer Klasse gesehen wird.

## Beschreibung
Die Oligohymenophorea haben typischerweise eine ventrale („bauchseitige“) Furche, in der sich der Zellmund befindet, und ausgeprägte orale (um diesen Zellmund herum befindliche) Flimmerhärchen (Cilien), die von denen des Körpers getrennt sind.
Dazu gehören eine „parorale“ Membran auf der rechten Seite des Mundes; sowie  auf der linken Seite (in der Regel drei) Membranellen.
Der Cytopharynx (Zellschlund) ist unauffällig und bildet nie den komplexen gebogenen „Cyrtos“, der bei ähnlichen Klassen zu finden ist.
Einige Vertreter wie die Astomatia und Hymenostomatia haben jedoch keinen Zellmund und auch die damit verbundenen Strukturen sind (im Lauf der Evolution) völlig verloren gegangen.
Die Körperzilien entspringen in der Regel von Monokinetiden, zudem sind Dikinetiden in begrenztem Umfang über einen Teil des Körpers verteilt.
Bei den meisten Vertretern der Oligohymenophorea sind die Körperzilien fast gleich groß und oft dicht verteilt, während die Mundzilien unauffällig und manchmal sogar reduziert sind; lediglich bei den Peritrichia ist eher das Gegenteil der Fall.

## Habitat
Die Mitglieder sind weltweit verbreitet (kosmopolitisch) und umfassen viele (typischerweise im Süßwasser, aber auch viele im Meer) freilebende sowie symbiotische Vertreter.

## Lebensweise
Die Oligohymenophorea-Arten sind typischerweise aerob, aber es gibt auch einige anaerobe Arten, die (anstelle von Mitochondrien) Hydrogenosome besitzen.
Es gibt unter den Oligohymenophorea viele freilebende und symbiotische Arten.
Die meisten sind mikrophag, d. h. sie ernähren sich von kleineren Organismen, die sie mit Hilfe von Mundzilien in den Zellmund spülen; aber es gibt auch verschiedene andere Ernährungsgewohnheiten.
So gibt es unter den Apostomatia, Peritrichia, Hymenostomatia und Astomatia Parasiten.
Dazu gehören auch histophage (gewebefressende) Vertreter mit Wirten vor allem unter den Wirbellosen.

## Lebenszyklus
Einige Hymenostomatia-Arten aus der Verwandtschaft der Gattung Tetrahymena (Gruppe/Ordnung Tetrahymenida) haben einen komplexen Lebenszyklus und können Zysten bilden.
Auch Apostomatia können über einen langen Zeitraum als Zysten auf dem Skelett ihres Wirts überdauern.

## Interaktion mit anderen Organismen
Das Pantoffeltierchen Paramecium bursaria hat Grünalgen als Endosymbionten.
Was Bakterien angeht, so ist in einigen Kühltürmen das Vorkommen von Legionella- oder Brevundimonas-Arten einerseits, und das Fehlen von Pseudomonas-Arten andererseits mit dem Vorhandensein von Oligohymenophorea-Arten in Verbindung gebracht worden.

### Symbiose
Eine vorläufig „Scuticociliatia sp. GW7“ genannte anaerobe Scuticociliatia-Art lebt in einer Dreier-Symbiose mit zwei Hydrogenosom-assoziierten intrazellulären Endosymbionten. Der eine (Candidatus Hydrogenosomobacter endosymbioticus) gehört zur Alphaproteobakterien-Familie Holosporaceae; der andere (Met1 alias SNSP aus der Gattung Methanoregula oder auch Met2 alias GP6 oder DSM 3671 aus der Gattung Methanothrix) gehört zu den methanogenen Archaeen der Methanomicrobia und besitzt wie für methanbildende Archaeen typisch den Cofaktor („Coenzym“) F420. Sie befinden sich im Zellplasma, angrenzend an die Hydrogenosomen (und nicht im Zellkern).
Interessanterweise sind unter den Mitgliedern der Holosporaceae-Typusgattung Holospora Kern-Endosymbionten von Spezies der aeroben Pantoffeltierchen (Gattung Paramecium, Peniculia).

### Parasitismus/Krankheiten
Die von Wimpertierchen der Oligohymenophorea-Gruppe Scuticociliatia als Parasiten verursachten Krankheiten werden  als Scuticociliose bezeichnet. Zu solchen Pathogenen gehören insbesondere die Mitglieder der Ordnung Philasterida.
Ein Beispiel ist durch Porpostoma notatum hervorgerufene und Brown Band Disease oder Rapid Tissue Necrosis (RTN, „schnelle Nekrose von Korallengewebe“) bezeichnete Korallenkrankheit.
In den erkrankten Korallen bleiben die Mitglieder der symbiotischen Gattung Symbiodinium („Zooxanthellen“) lebens- und photosynthesefähig, so dass die Wimpertierchen dieses durch Phagocytose erworbene Material verwerten kann (eine spezielle Form von Kleptoparasitismus).
Einige Mitglieder der Philasterida-Gattung Philaster gelten als Verursacher von Diademseeigel-Massensterben weltweit, andere verursachen ebenfalls Korallen-RTN.
Die Philasterida-Arten Miamiensis avidus und Philasterides dicentrarchi sind Erreger von Scuticociliose bei Zuchtfischen und Haien.
Auch unter den Peritrichia gibt es fischpathogene Arten von Peritricha. Zoothamnium verursacht die englisch Black gill disease genannte Krankheit. Diese Gattung kann auch als opportunistischer Erreger bei vorerkrankten oder geschwächten Garnelen (Shrimps) auftreten, oder ihre Fortpflanzungsfähigkeit reduzieren.

## Genetik
Eine weitere nicht-kultivierte Spezies mit der vorläufigen Bezeichnung „Oligohymenophorea sp. PL0344“ benutzt einen nicht-kanonischen genetischen Code, in dem die Basentripletts UAA und UAG (Stopcodons) die Aminosäuren Lysin respektive Glutaminsäure kodieren. Entsprechend ist die Menge des einzigen verbleibenden Stopcodons UGA in einem der untersuchten Offenen Leserahmen (open reading frames, ORFs) höher, vermutlich um dies zu kompensieren.
Das Kerngenom (Nucleom) des Stamms PL0344 ist 69.715.444 bp (Basenpaare) lang, es besteht aus 3671 Contigs, hat einen GC-Gehalt von 30,6 %, und kodiert für 20.141 Gene (davon 7.080 monoexonisch) und 22.084 Transkripte, während sein mitochondriales Genom (Mitogenom) 35.635 bp lang ist, einen GC-Gehalt von 25,33 % hat und am Ende repetitive Sequenzen (terminal repeats) aufweist. Der nächste offiziell benannte Verwandte dieser Kandidatenspezies, basierend auf einem 18S-rRNA-Vergleich, ist Cinetochilum margaritaceum (Philsterida) mit 96,03 % rRNA-Übereinstimmung.
Das ist der erste Fund einer Variante des Genetischen Codes, bei der UAA und UAG zu unterschiedlichen Aminosäuren neu zugeordnet werden.

## Systematik

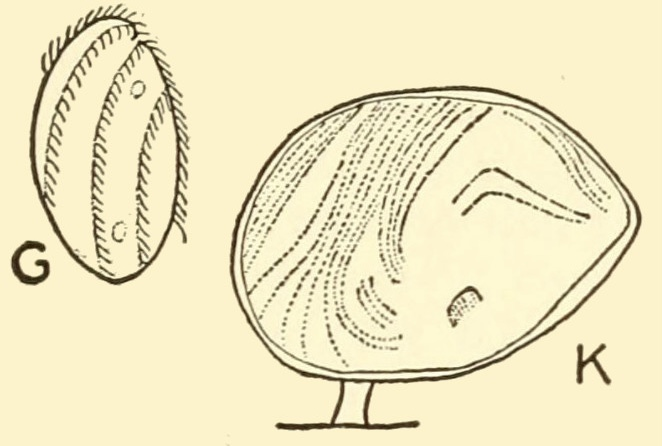
Foettingeria actinarium (Apostomatia).
G Ventrale Seite, K Sessiles Dtadium.

Die Oligohymenophorea wurden erstmals 1974 als eine von drei Klassen von Wimpertierchen vorgeschlagen, zusammen mit den Spirotrichea (alias Polyhymenophorea) und den inzwischen aufgegebenen Kinetofragmophora.
Seitdem sind zu ihnen die Apostomatia hinzugekommen; ansonsten ist die Zusammensetzung abgesehen von Änderungen der Positionen der Peniculida und Plagiopylida relativ konstant geblieben.

### Liste der Subtaxa

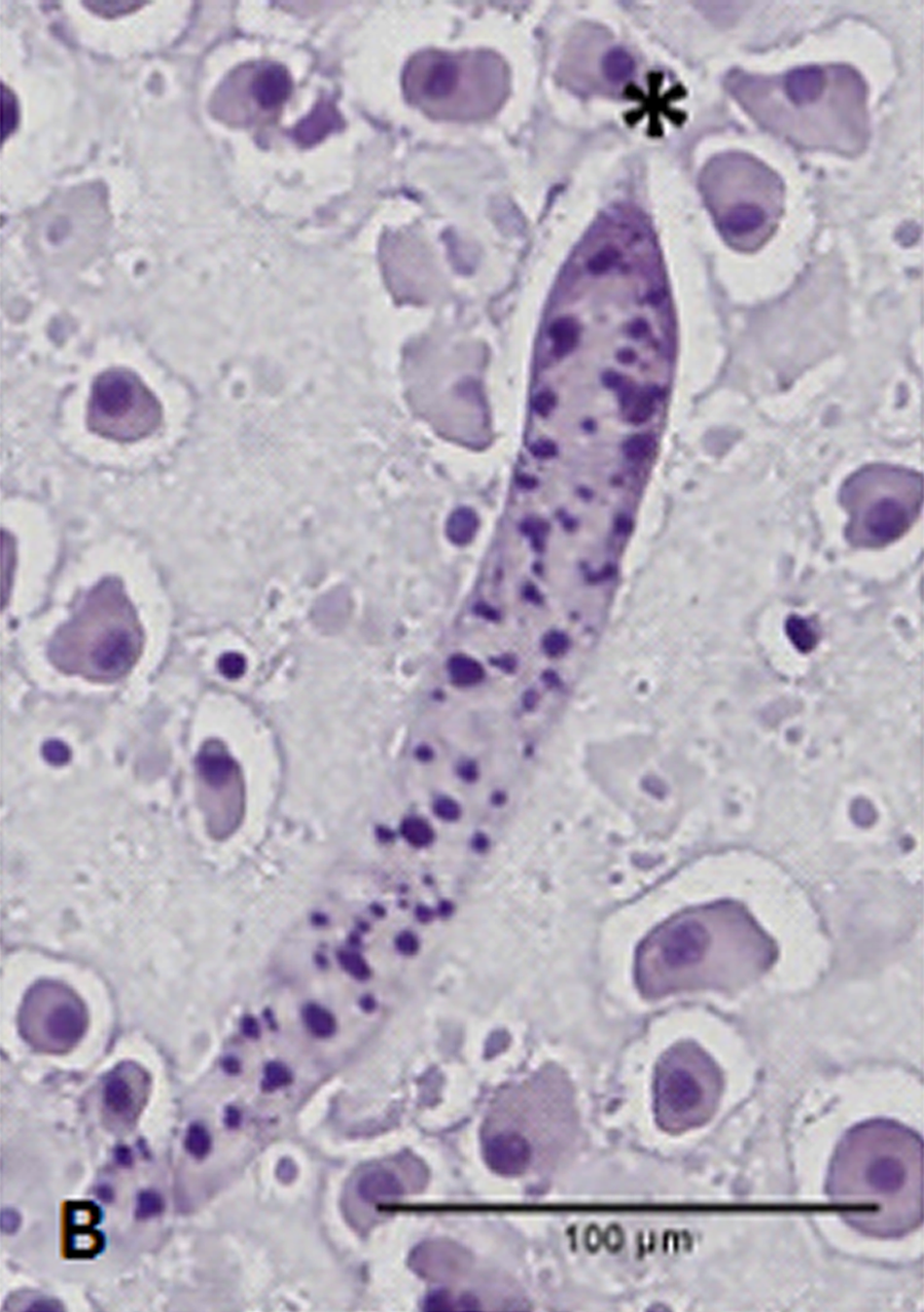
Chromidina sp. S50 (Apostomatia) in Sepia officinalis, Morphologie: das vordere Ende hat eine konische Form und endet mit einem apikalen Papillum.

Gattungen sind nur beispielhaft wiedergegeben, Stand ist der 7. Dezember 2024.
[Klasse(N,W)] Oligohymenophorea de Puytorac et. al., 1974(N,T,W) [Oligohymenophora;(N) Holotricha(N)]
- Apostomatia Chatton & Lwoff, 1928(N,T,W)
  - Apostomatida Chatton & Lwoff, 1928:(N,T,W)
Foettingeria, Gymnodinioides, Hyalophysa.
  - Astomatophorida Jankowksi, 1966:(T,W)
Chromidina,[A. 3] Opalinopsis.
  - Pilisuctorida Jankowksi, 1966:(T,W)
Askoella, Conidophrys.

  ⎯⎯⎯⎯⎯
- Astomatia Schewiakoff, 1896(N,T,W)
  - Astomatida Schewiakoff, 1896(N,T,W):
Anoplophrya, Haptophrya (beide nicht bei NCBI).

  ⎯⎯⎯⎯⎯
- Hymenostomatia Delage & Hérouard, 1896(N,T,W) bzw. Hymenostomatia (Delage & Hérouard, 1896) Cavalier-Smith, 1993(T) [Hymenostomata(N)]
  - Hymenostomatida Delage & Hérouard, 1896:(N,W)
Ichthyophthirius.
  - Ophryoglenida Canella, 1964:(T,W) (NCBI: Synonym von Hymenostomatida)
Ophryoglena.[A. 4]
  - Tetrahymenida Fauré-Fremiet in Corliss, 1956:(T,W) (NCBI: Synonym von Hymenostomatida)
Colpidium, Dexiostoma, Glaucoma, Tetrahymena.[A. 5]

  ⎯⎯⎯⎯⎯
- Hysterocinetia:(N) (WoRMS: Synonym von Scuticociliatia)
Hysterocineta (WoRMS: zu Scuticociliatia: Thigmotrichida)

  ⎯⎯⎯⎯⎯
- Peniculia Fauré-Fremiet in Corliss, 1956(N,T,W)
  - Peniculida Fauré-Fremiet in Corliss 1956:(N,T,W)
Frontonia, Paramecium, Stokesia.
  - Urocentrida Jankowski, 1980(T) (WoRMS: Synonym von Peniculida)

  ⎯⎯⎯⎯⎯
- Peritrichia Stein, 1859(T,N) [Peritricha(N)]
  - Peritrichida(N) (WoRMS: aufgeteilt in Mobilida und Sessilida)
  - Mobilida Kahl, 1933:(T,W) (NCBI: Synonym von Peritrichida):
Trichodina.
  - Sessilida Stein, 1933:(T,W) (NCBI: Synonym von Peritrichida):
Carchesium, Epistylis, Vorticella (siehe Glockentierchen), Zoothamnium.

  ⎯⎯⎯⎯⎯
- Scuticociliatia E. B. Small, 1967(N,W)
  - Philasterida Small, 1967(N,T,W)
Cinetochilum, Miamiensis, Philaster, Philasterides, Porpostoma (mit P. notatum).
  - Pleuronematida Fauré-Fremiet in Corliss, 1956(N,T,W)
Cyclidium, Pleuronema.
  - Thigmotrichida Chatton & Lwoff, 1922(N,T,W)
Ancistrum.
  - Scuticociliatida:(N) (NCBI: Synonym von Scuticociliatia; nicht in WoRMS)
Anaerocyclidium, Biggaria (beide nicht in WoRMS), Schizocaryum.[A. 6]
  - nicht-klassifizierte Scuticociliatia
Scuticociliatia sp. GW7(N) – Fundort: Klärschlamm aus großem Abwasser-Aufkommen, Okinawa[13][8]
Oligohymenophorea sp. PL0344 – Metagenom aus Süßwasserteich im Park der Oxford University, UK.[28][26][A. 7]

  ⎯⎯⎯⎯⎯
  Anmerkungen:
(N)M– Taxonomie des National Center for Biotechnology Information (NCBI)
(W)T– World Register of Marine Species (WoRMS)
(T)W– The Taxonomicon

## Bildergalerie
- Frontonia sp. (Peniculia)
- Extremophile Frontonia sp. (Peniculia) aus einem Natronsee, Kenia; LM-Aufnahme
- Paramecium bursaria (Peniculia)
- Paramecium caudatum (Peniculia)
- Vorticella campanula (Peritrichia)
- Vorticella sp. (Peritrichia)
- Vorticella sp. (Peritrichia)
- Vorticella sp. (Peritrichia)